# Kerkhof van Loker
Het Kerkhof van Loker is een gemeentelijke begraafplaats in het Belgische dorp Loker, een deelgemeente van Heuvelland. Het kerkhof ligt rond de Sint-Petruskerk in het centrum van het dorp en wordt door een haag omringd. Aan de buitenste rand van de zuidelijke hoek van de begraafplaats staat een herdenkingsmonument voor de gesneuvelde dorpsgenoten.

## Britse oorlogsgraven
Op het kerkhof liggen 215 soldaten uit de Eerste Wereldoorlog begraven. Ze liggen verdeeld over twee perken, één ten noorden en één ten zuiden van de kerk. Deze perken vormen samen de Britse militaire begraafplaats die bij de Commonwealth War Graves Commission genoteerd staat als Loker Churchyard. Beide perken worden omgeven door een haag en zijn samen 1.575 m² groot. De graven worden onderhouden door de Commonwealth War Graves Commission. 

### Geschiedenis
Loker was vanaf het begin van de oorlog tot aan het Duitse lenteoffensief in het voorjaar van 1918 in geallieerde handen. Tot dan waren medische posten ingericht in het Sint-Antoniusklooster en de bijhorende instelling. Het dorp werd op 25 april 1918 door de Duitsers veroverd, de volgende dag werd het heroverd door de Fransen en de 29ste opnieuw door de Duitsers. 's Anderendaags, 30 april werd het terug door de Fransen ingenomen. Op 20 mei 1918 werd in de omgeving van het dorp hevig gevochten maar pas tijdens de eerste week van juli werd het dorp definitief veroverd op de Duitsers.
Het kerkhof van Loker werd van december 1914 tot juni 1917 door Britse medische posten en gevechtseenheden gebruikt voor het begraven van hun doden. Er liggen 215 slachtoffers waaronder 184 Britten (twee konden niet meer geïdentificeerd worden) en 31 Canadezen. Op de grafzerk van 1 Brit staat de toegevoegde tekst:  Believed to be, omdat men aanneemt dat de persoon van wie de naam op het graf staat hier begraven ligt (oorspronkelijk was een andere naam opgegeven - McKee). Eén graf dat afkomstig was van Locre French Cemetery N°. 4 werd na de oorlog op deze begraafplaats bijgezet. 
De begraafplaats werd opgenomen in de Inventaris van het Bouwkundig Erfgoed.

### Graven
- soldaat John Boland diende onder het alias J. Bayne bij de Canadian Infantry.

#### Minderjarige militairen
- F. Eke, soldaat bij het Devonshire Regiment was 16 jaar toen hij op 28 maart 1915 sneuvelde.
- korporaal R. Regan van de Royal Inniskilling Fusiliers, soldaat Wilmott S. Rowlinson van het South Lancashire Regiment en soldaat Joseph Byers van de Royal Scots Fusiliers waren 17 jaar toen ze sneuvelden.

#### Gefusilleerde militairen
Er liggen drie Britse soldaten die wegens desertie gefusilleerd werden.
- de soldaten Joseph Byers, 17 jaar en Andrew Evans, 41 jaar,  beide van de Royal Scots Fusiliers op 6 februari 1915.
- soldaat George Ernest Collins, 20 jaar, van het Lincolnshire Regiment op 15 februari 1915.[2]

Het was de laatste maal dat terechtgestelde soldaten op een gewoon kerkhof werden begraven.